# Dianra
Dianra es un departamento de la región de Béré, Costa de Marfil. En mayo de 2014 tenía una población censada de 96 579 habitantes.
Se encuentra ubicado en el centro-oeste del país, a poca distancia al noroeste de Yamusukro y del lago de Kossou.